# Apomu
Apomu és una ciutat de Nigèria a l'estat d'Osun. Està situada a 193 metres sobre el nivell de la mar. La seva població és de 71.656 habitants, el que la converteix en la setzena ciutat més gran de l'estat.
El pioner d'aquesta regió fou un home anomenat Sangojimi que era un caçador, guerrer i comerciant d'esclaus. La reputació de Sangojimi era temible entre els aworis d'Otta que van fugir davant la mera menció del seu nom. Sangojimi també és conegut per haver influït en l'establiment d' Arigbajo mitjançant la concessió al seu amic i company caçador, Gbajo, d'unes terres en arrendament. Es diu que quan Sangojimi es va embarcar en una cacera d'esclaus contra els Aworis, Gbajo va començar la concessió d'arrendament de terres a nous colons sense la deguda autorització. A l'arribada de l'expedició, Sangojimi es va enfadar amb el seu amic però es va negar a fer-li la guerra o a acceptar la situació i conviure amb els colons, i va abandonar el país al que ja no va retornar. En el seu viatge en direcció del que avui és Abeokuta, es va trobar amb la Senyora Lamto, una coneguda venedora d'aliments als viatgers que es trobava al lloc de l'actual Papa-Lanto (que porta el seu nom); la venedora, que sempre havia estat fascinada per les gestes de Sangojimi, el seu client favorit, va convèncer el guerrer de no viatjar més lluny i el va portar a un tros de terra fèrtil alimentat per un corrent d'aigua pura anomenat Gudugba, on Sangojimi va acordar acampar i es va assentar com a pioner; alli va fundar els pobles d' Apomu, Arigbajo i Gudugba, tot dins el mateix entorn geogràfic. Després de l'arribada de Sangojimi a Apomu va arribar el seu germà menor, que més tard va marxar a Ekundayo. El tercer que va arribar a Apomu fou Ajayi Oreigbe de la família Ejemu. Sangojimi li va donar a la seva germana menor com a segona esposa. A continuació, va donar a llum a Akinleye, Adebodun i Akintobi. Lesi va ser el primer fill de Oreigbe nascut de la seva primera esposa. El quart colon fou Abu i el cinquè Odewuyi. Després va venir Osanyinjobi com el sisè colon (era ric i fou el gran secaerdot de Sangojimi). El setè fou Biobaku, parent i amic del sacerdot Osanyinjobi, que fou el darrer dels primers colons; el set primer colons tenien les seves terres al costat del rierol Elueri.